# Berufliche Oberschule Bayern
Die Berufliche Oberschule Bayern (BOB) umfasst seit 2008 die Fachoberschule (FOS) für Schüler ohne und die Berufsoberschule (BOS) für solche mit abgeschlossener Berufsausbildung. Die berufsbildende Schule wird auch mit FOSBOS abgekürzt.

## Inhalte
Sie besteht aus der 11. bis 13. Jahrgangsstufe, wobei die elfte im Rahmen der Berufsoberschule bei Vorliegen einer mittleren Reife in der Regel entfällt und nach der zwölften in der Fachoberschule die Fachhochschulreife regelmäßig und in der Berufsoberschule auf Antrag erworben werden kann. Dazu ist jeweils die Ablegung einer Prüfung (Fachabitur) in vier Fächern (Mathematik, Deutsch, Englisch und dem Schwerpunktsfach) notwendig.
Die elfte Jahrgangsstufe der FOS besteht zur Hälfte aus einem Praktikum. Nach der 13. Klasse, die in der FOS nur bei entsprechend gutem Schnitt in der zwölften besucht werden kann, kann die allgemeine (wenn eine zweite Fremdsprache in ausreichendem Ausmaß gelernt wurde) oder die fachgebundene Hochschulreife erworben werden.
Seit dem Schuljahr 2006/2007 werden analog zur Kollegstufe des Gymnasiums bei den Leistungsfeststellungen Punkte (0 bis 15) statt Noten (1 bis 6) vergeben. Im Zwischen- und Abschlusszeugnis werden neben den erreichten Punkten (0 bis 15) auch die entsprechenden Noten (1 bis 6) in Worten angegeben.

## Ausbildungsrichtungen
Diese Ausbildungsrichtungen werden an Fachoberschulen angeboten (allerdings nicht alle an allen Schulen):
- Agrarwirtschaft, Bio- und Umwelttechnologie
- Gestaltung
- Sozialwesen
- Technik
- Wirtschaft und Verwaltung

Ab dem Schuljahr 2013/2014 werden im Rahmen eines Schulversuchs zusätzlich angeboten:
- Gesundheit an den Staatlichen Fachoberschulen in Neu-Ulm, Nürnberg und Regensburg
- Internationale Wirtschaft an den Staatlichen Fachoberschulen in Aschaffenburg, Augsburg und Ingolstadt.

Ab dem Schuljahr 2015/2016 wird der Schulversuch auf zusätzliche Standorte ausgeweitet:
- Eine Übersicht der Schulen, die die Ausbildungsrichtung Internationale Wirtschaft anbieten ist hier zu finden:[6]
- Eine Übersicht der Schulen, die die Ausbildungsrichtung Gesundheit anbieten ist hier zu finden:[7]

## Aufnahme in die Fachoberschule (§ 27 FOBOSO)

### Anmeldung
Die Anmeldung ist an den öffentlichen Schulen einmal im Jahr möglich, in der Regel zwei Wochen lang nach der Ausgabe der Zwischenzeugnisse im Februar. An Privatschulen kann man sich oft über einen sehr viel längeren Zeitraum anmelden. Das Original des Zwischenzeugnisses muss man (zumindest bei den öffentlichen Schulen) bei der Anmeldung abgeben bzw. nachreichen; so soll verhindert werden, dass man sich an mehreren Schulen gleichzeitig anmeldet und damit Plätze blockiert.

### Voraussetzungen für die Aufnahme in die 11. Jahrgangsstufe

#### Bestimmte Schulabschlüsse / Noten
Mittlere Reife

(erworben an einer Mittelschule, Realschule, Wirtschaftsschule, Berufsschule, Berufsfachschule) mit einem Notendurchschnitt in Deutsch, Englisch und Mathematik besser als 3,5, oder
Qualifizierter beruflicher Bildungsabschluss (Quabi)

mit einem Notendurchschnitt in Deutsch, Englisch und Mathematik besser als 3,5, oder
Die Erlaubnis zum Vorrücken in die 11. Klasse eines Gymnasiums

(Notendurchschnitt spielt keine Rolle); oder
Zeugnis über die an einem Gymnasium bestandene besondere Prüfung nach § 98 GSO

Hierbei muss der Notendurchschnitt in Deutsch, Englisch und Mathematik besser als 3,5 sein. Diese Prüfung findet Ende der Sommerferien statt. Sie gibt die Möglichkeit, die mittlere Reife trotz einmal Note 6 oder zweimal Note 5 in Vorrückungsfächern des Jahreszeugnisses der 10. Klasse Gymnasium zu erwerben, wenn alle übrigen Noten in den Vorrückungsfächern 4 oder besser sind.

#### Feststellungsprüfung in besonderen Fällen
Wer in Mathematik, Deutsch oder Englisch keine Note im Zeugnis hat (z. B., weil in der Wirtschaftsschule das Fach Mathematik nicht belegt wurde), kann an der Fachoberschule eine Feststellungsprüfung ablegen. Der Termin ist bayernweit einheitlich, meist Ende Juli.

#### Künstlerische Aufnahmeprüfung in der Ausbildungsrichtung Gestaltung
Diese muss zusätzlich abgelegt werden und findet zumindest in den öffentlichen Schulen bayernweit am selben Tag statt, meist im März. Die Themen werden von der Fachoberschule gestellt. Die Prüfung besteht aus zwei Teilen zu je 120 Minuten: Eine Arbeit nach der sichtbaren Wirklichkeit – meist Stillleben, Materialien werden von der Schule gestellt – und eine aus der Vorstellung. Die Beurteilung wird von Lehrkräften der Fachoberschule vorgenommen. Bei Unterrichtsbeginn darf die bestandene Prüfung höchstens 18 Monate zurückliegen, sie gilt also in der Regel nur für das folgende Schuljahr.
Staatlich genehmigte Privatschulen können von diesen Anforderungen abweichen. Manche schreiben ein anderes künstlerisches Aufnahmeverfahren vor (z. B. Abgabe von Arbeiten in einer Mappe, anderer Termin für die künstlerische Aufnahmeprüfung), u. a. die Montessori Fachoberschule München.

### Vorbereitung auf die 11. Jahrgangsstufe der Fachoberschule
Vorkurs
Für Schülerinnen und Schüler des M-Zuges der Haupt-/Mittelschule und des H-Zweiges der Wirtschaftsschule wird an den Fachoberschulen im 2. Halbjahr der 10. Klasse ein Vorkurs mit je 2 Wochenstunden Unterricht in Deutsch, Mathematik und Englisch eingerichtet. Er soll an das Niveau der 11. Jahrgangsstufe heranführen.
Der Unterricht findet nachmittags oder samstags statt, an manchen Fachoberschulen auch als Blockkurs kurz vor Schuljahresbeginn.
Die Teilnahme ist freiwillig.
Angemeldete Schülerinnen und Schüler, die von anderen Schularten kommen, können teilnehmen, wenn genügend Plätze vorhanden sind.
Vorklasse

Im Schuljahr 2011/12 startete die Vorklasse für Fachoberschulen als Modellversuch für Schüler des M-Zuges der Haupt-/Mittelschule und des H-Zweiges der Wirtschaftsschule an den Standorten Altötting, München und Kitzingen.
Der Schulversuch wurde ab dem Schuljahr 2012/13 auf weitere Standorte ausgeweitet. Es können nun auch Schülerinnen und Schüler aus anderen Schularten sowie aus der Wahlpflichtfächergruppe M (M-Zweig) der Wirtschaftsschule in die Vorklasse aufgenommen werden.
Der Besuch der Vorklasse ist auch möglich, wenn der für die Aufnahme in die 11. Jahrgangsstufe nötige Notendurchschnitt nicht erreicht wird, die Eignung aber durch ein pädagogisches Gutachten bestätigt wird.
Die Anmeldung erfolgt während der Anmeldezeiten, die für die 11. Jahrgangsstufe der Fachoberschule festgesetzt sind. Vor der Aufnahme soll in einem Beratungsgespräch geklärt werden, ob die Vorklasse gegenüber der 11. Jahrgangsstufe für den Jugendlichen die bessere Wahl ist.
Die endgültige Aufnahme erfolgt mit dem Bestehen der Probezeit, die jeweils bis zum 15. Dezember dauert.
Es gelten die Lehrpläne, Stundentafeln und Vorschriften für Leistungsnachweise für die Vorklasse der Berufsoberschule.

## Fachpraktische Ausbildung in der 11. Jahrgangsstufe der Fachoberschule
Funktion der fachpraktischen Ausbildung
- Hilfe bei der Berufswahl
- Einstieg in die Arbeitswelt
- Erlernen von Arbeitsorganisation
- Erfahrung in Teamarbeit
- Problemerkennung und -bewältigung

Umfang und Organisation

Etwa die Hälfte der Unterrichtsstunden in der 11. Jahrgangsstufe sind für die fachpraktische Ausbildung vorgesehen. (Stundentafel, Anlage 1 zur FOBOSO)
Darin ist die fachpraktische Anleitung enthalten, für die die betreuende Lehrkraft zuständig ist und die im Klassenverband in der Schule erteilt wird, in der Regel eine Unterrichtsstunde pro Woche. Die Organisation der fachpraktischen Ausbildung variiert von Schule zu Schule. Manche Schulen wechseln wöchentlich zwischen Unterricht und fachpraktischer Ausbildung, andere haben längere Blöcke, wieder andere erteilen z. B. drei Tage pro Woche Unterricht und sehen zwei Tage für die fachpraktische Ausbildung vor. In den Ausbildungsrichtungen Gestaltung und Technik findet die fachpraktische Ausbildung zu einem Teil in schuleigenen Werkstätten statt, zum anderen Teil in Betrieben. In der Ausbildungsrichtung Sozialwesen sind die Jugendlichen während der fachpraktischen Ausbildung in Bildungseinrichtungen, Krankenhäusern und Einrichtungen für ältere Menschen tätig. In der Ausbildungsrichtung Wirtschaft, Verwaltung und Rechtspflege kann man sich für die fachpraktische Ausbildung zum Beispiel ein Gericht, eine Anwaltskanzlei, eine öffentliche Verwaltung oder einen Wirtschaftsbetrieb aussuchen. Manche Schulen stellen Adressenlisten von Praktikumsstellen aus Vorjahren bereit.
Die betreuende Lehrkraft besucht die Jugendlichen mindestens einmal dort, wo sie die fachpraktische Ausbildung absolvieren.
Richtlinien

Für jede Ausbildungsrichtung gibt es eigene Richtlinien für die fachpraktische Ausbildung:
Bewertung

Für die Leistungen in der fachpraktischen Ausbildung werden keine Noten vergeben, sondern ein Gesamturteil. Im Halbjahreszeugnis der 11. Jahrgangsstufe kann es lauten
- bisher mit sehr gutem Erfolg/gutem Erfolg/Erfolg durchlaufen
- bisher ohne Erfolg durchlaufen,

im Jahreszeugnis der 11. Jahrgangsstufe
- mit sehr gutem Erfolg/gutem Erfolg/Erfolg durchlaufen
- ohne Erfolg durchlaufen.

Im Zeugnis der Fachhochschulreife sind die Leistungen in der fachpraktischen Ausbildung aufgeführt.

## Probezeit an den Fachoberschulen (§ 32 FOBOSO)
Das erste Halbjahr der 11. Jahrgangsstufe gilt als Probezeit. Sie ist nicht bestanden, wenn bei einer Gesamtbeurteilung der Leistungen nicht damit gerechnet werden kann, dass das Ziel der Jahrgangsstufe erreicht wird.
Dies ist normalerweise der Fall,
wenn man Note 6 (0 Punkte) in einem Pflichtfach oder Note 5 (1 bis 3 Punkte) in zwei Pflichtfächern (oder noch schlechtere Noten) hat und wenn keine Umstände erkennbar sind, die bessere Leistungen wahrscheinlich machen und/oder
wenn man die fachpraktische Ausbildung „bisher ohne Erfolg durchlaufen“ hat.
Ein Notenausgleich ist möglich (§ 53 FOBOSO).

## Voraussetzungen für die Aufnahme in die 13. Jahrgangsstufe der Fachoberschule
Im Zeugnis der Fachhochschulreife muss man mindestens einen Notendurchschnitt von „3,0“ erreicht haben. Der Durchschnitt wird auf eine Stelle nach dem Komma berechnet, es wird nicht gerundet. Die Fächer Sport und Kunsterziehung bzw. Musik (nur relevant für die Ausbildungsrichtung Soziales) werden nicht mitgezählt (§ 68 III FOBOSO).

## Abschlüsse am Ende der 13. Jahrgangsstufe (Fachoberschule und Berufsoberschule)

### Fachgebundene Hochschulreife

#### Prüfungsteile
Schriftliche Prüfungen

Nach § 64 FOBOSO sind für alle Ausbildungsrichtungen schriftliche Prüfungen in Deutsch, Mathematik und Englisch vorgeschrieben. Hinzu kommt für jede Ausbildungsrichtung ein weiteres schriftliches Prüfungsfach:
- Technik: Physik
- Agrarwirtschaft, Bio- und Umwelttechnologie: Biologie
- Wirtschaft, Verwaltung und Recht: Betriebswirtschaftslehre mit Rechnungswesen
- Sozialwesen: Pädagogik/Psychologie
- Gestaltung: Gestaltung
- Gesundheit: Gesundheitswissenschaften[16]
- Internationale Wirtschaft: Internationale Betriebswirtschaftslehre und Volkswirtschaftslehre[17]

Die Prüfungsaufgaben werden für ganz Bayern einheitlich gestellt, in manchen Fächern kann die Schule aus einer vorgegebenen Auswahl wählen.
Mündliche Prüfungen

In Englisch ist eine mündliche Prüfung für alle vorgeschrieben. Sie wird als Gruppenprüfung mit vier bis sechs Schülern abgehalten und soll für jeden Prüfling fünf Minuten dauern. (§ 65 V 2 und 4 FOBOSO)
Zu einer mündlichen Prüfung in einem anderen Pflichtfach können Prüflinge vom Prüfungsausschuss verpflichtet werden, wenn dieser zu dem Urteil kommt, dass der Leistungsstand durch das Ergebnis der schriftlichen Prüfung und das Jahresfortgangsergebnis nicht geklärt sei (§ 65 III FOBOSO).
Freiwillig kann man mündliche Prüfungen in höchstens einem Fach der schriftlichen Prüfung und höchstens einem sonstigen Pflichtfach der 13. Jahrgangsstufe mit Ausnahme von Sport und der zweiten Fremdsprache ablegen, wenn man in diesem Fach im Jahresfortgang weniger als 4 Punkte erreicht hat. Prüflinge müssen hierfür einen Antrag stellen (§ 65 II FOBOSO).

#### Studienmöglichkeiten mit der fachgebundenen Hochschulreife
Die fachgebundene Hochschulreife berechtigt zum Studium bestimmter Fachrichtungen an einer Universität oder Kunsthochschule (§ 1 Abs. 3, § 4 und § 5 Nr. 1 QualV). Die meisten dieser Studiengänge stehen mit der Ausbildungsrichtung in Verbindung, die an der beruflichen Oberschule gewählt wurde. Aber auch einige andere, etwa ein Studium für das Lehramt an Grundschulen, stehen offen. Das Bayerische Staatsministerium für Bildung und Kultus, Wissenschaft und Kunst hat eine Zuordnungsliste veröffentlicht, die aufzeigt, welche Studiengänge für Menschen mit einer fachgebundenen Hochschulreife in Bayern möglich sind.

### Allgemeine Hochschulreife
Wer zusätzlich zur fachgebundenen Hochschulreife noch Kenntnisse in einer zweiten Fremdsprache nachweist, die mindestens mit „ausreichend“ bewertet wurden, erwirbt die allgemeine Hochschulreife (§ 73 FOBOSO), die das Studium aller Studiengänge an Universitäten ermöglicht.
Dieser Nachweis kann auf verschiedenen Wegen erbracht werden:
Pflicht- oder Wahlpflichtunterricht über mindestens vier Jahre an vorher besuchten Schulen mit der Abschlussnote 4 oder besser
Beispiele hierfür sind die Jahrgangsstufen 6 mit 9 des achtjährigen Gymnasiums oder 7 bis 10 der sonstigen allgemeinbildenden Schulen, etwa Realschulen, oder auch höhere Jahrgangsstufen. Wer also etwa im Zeugnis über den mittleren Bildungsabschluss der Realschule in Französisch mindestens die Note 4 erreicht hat, erfüllt diese Voraussetzung.
Teilnahme am Pflichtunterricht an der Beruflichen Oberschule mit der Abschlussnote 4 (mindestens 4 Punkte) oder besser
Größere Berufliche Oberschulen erteilen in den Jahrgangsstufen 12 und 13 mit jeweils vier Wochenstunden Pflichtunterricht in der zweiten Fremdsprache (meist Französisch, Spanisch oder Latein, zum Teil auch Italienisch oder Russisch).
Ergänzungsprüfung an der Beruflichen Oberschule
Die Teilnahme ist für Schülerinnen und Schüler der Beruflichen Oberschule möglich, aber auch für Jugendliche, die in vorausgehenden Schuljahren an der Beruflichen Oberschule waren.
Wer nämlich die Jahrgangsstufe 13 mit einer schlechteren als der geforderten Note abschließt, kann einmal die Ergänzungsprüfung ablegen, aber nicht in dem Jahr, in dem die 13. Jahrgangsstufe besucht wird. Die Berufliche Oberschule kann diesen Jugendlichen erlauben, dass sie bis zu ihrer Ergänzungsprüfung als Gäste am Unterricht in der zweiten Fremdsprache teilnehmen
Die Prüfung besteht aus einem mündlichen und einem schriftlichen Teil und kann einmal wiederholt werden. Bei der Berechnung der Endnote zählt der mündliche Teil einfach, der schriftliche doppelt.
Die Anforderungen bemessen sich nach dem Niveau nach vier Jahren Pflicht- oder Wahlpflichtunterricht in der zweiten Fremdsprache des Gymnasiums bzw. der Stufe B1 des Gemeinsamen europäischen Referenzrahmens für Sprachen/dem Kleinen Latinum.
DELF-Zertifikat für Französisch, Niveau B1
Französisch ist die einzige Sprache, für die ein Zeugnis anerkannt wird, das außerhalb des staatlichen Schulwesens erworben wurde: das DELF B1 aus dem DELF-DALF-Programm.
Fremdsprachenzertifikat der beruflichen Bildung
Dieser Nachweis über Kenntnisse in einer Fremdsprache findet sich u. a. im Abschlusszeugnis einer Fachakademie für Fremdsprachenberufe.

## Standorte
Standorte der Beruflichen Oberschule Bayern:

### Nordbayern
| Unterfranken - Aschaffenburg (staatl.) - Bad Neustadt an der Saale (staatl.) - Kitzingen (Staatl. Berufliche Oberschule Kitzingen) - Marktheidenfeld (staatl.) - Obernburg am Main (staatl.) - Schweinfurt (staatl. und privat) - Würzburg (staatl., städt. (bis 2017) und Montessori) | Mittelfranken - Ansbach (staatl.) - Erlangen (staatl.) - Max-Grundig-Schule (Fürth) (staatl.) - Höchstadt a.d.Aisch (priv.) - Lauf (staatl. und Montessori) - Nürnberg (2 staatl., 2 städt., 2 privat, 1 evangelisch (Wilhelm-Löhe-Schule), 1 Montessori) - Weißenburg i. Bay. (staatl.) - Neuendettelsau (Diakonie) - Schwabach (städt.) - Schloss Schwarzenberg bei Scheinfeld (priv.) - Uffenheim (priv.) - Weidenbach/Triesdorf (staatl.) | Oberfranken - Bamberg (staatl.) - Bayreuth (staatl.) - Coburg (staatl.) - Ebermannstadt (priv.) - Forchheim (staatl.) - Hof (staatl.) - Ludwigsstadt (priv.) - Kulmbach (staatl.) - Marktredwitz (staatl.) |

### Ostbayern
‚Ostbayern‘ ist wie Nord- und Südbayern einer der drei Zuständigkeitsbereiche der Ministerialbeauftragten, die sich (außer Nordbayern = Franken) nicht mit den Regierungsbezirken decken.
| - Altötting (staatl.) - Amberg (staatl.) - Bad Aibling (privat) - Brannenburg (privat) - Cham (privat) - Deggendorf (privat) - Eggenfelden (privat) - Erding (staatl.) - Freilassing (kirchl.) - Freising (staatl.) - Holzkirchen (staatl.) - Ingolstadt (Staatliche Fachoberschule und Berufsoberschule Ingolstadt) - Kelheim (staatl.) - Landshut (staatl. FOS und BOS getrennt und 'Schönbrunn', Träger Landkreis) - Miesbach (staatl.) - Neuburg an der Donau (staatl.) | - Neumarkt in der Oberpfalz (staatl.) - Passau (staatl. und Montessori) - Pielenhofen (privat) - Pfarrkirchen (staatl.) - Regen (staatl.) - Regensburg (staatl., städt., 2 privat, Montessori) - Rohrdorf (Montessori) - Rosenheim (staatl.) - Scheyern (staatl.) - Schönau (privat, gemeinsam mit Berchtesgaden) - Schwandorf (staatl.) - Straubing (staatl.) - Traunstein (staatl.) - Waldkirchen (staatl.) - Wasserburg am Inn (staatl.) - Weiden in der Oberpfalz (staatl.) |

### Südbayern
| - Augsburg (Staatliche Fachoberschule und Berufsoberschule Augsburg und Städtische Berufsoberschule Augsburg) - Bad Tölz (staatl.) - Bad Wörishofen (Zweckverband) - Dingolfing (Außenstelle der staatl. Fachoberschule Landshut) - Donauwörth (staatl.) - Eggenfelden (priv.) - Friedberg (staatl.) - Fürstenfeldbruck (staatl.) - Garmisch-Partenkirchen (kath.) - Karlsfeld (privat) - Kaufbeuren (staatl.) - Kempten (staatl.) | - Krumbach (staatl.) - Landsberg am Lech (staatl.) - Landshut (staatl. Fachoberschule) - Lindau (staatl.) - Memmingen (staatl.) - München (2 staatl., 5 städt., 8 privat, 1 kath., 1 ev., 1 Montessori) - Neusäß (staatl.) - Neu-Ulm (staatl.) - Sonthofen (staatl.) - Unterschleißheim (staatl.) - Weilheim in Oberbayern (staatl.) - Wertingen (Montessori) |

## Elternvertretung
Nach Art. 64 I EUG werden an den Fachoberschulen Elternbeiräte gebildet. Die Dachorganisation der Elternbeiräte an den Fachoberschulen in Bayern ist die Landeselternvereinigung der Fachoberschulen Bayerns.